# 髙野光
髙野 光（たかの ひかる、1961年5月20日 - 2000年11月5日）は、東京都江東区出身のプロ野球選手（投手、右投右打）、コーチ。現役時代は主にヤクルトスワローズでプレー。引退後は日本・韓国・台湾の球団でコーチを務めた。

## 経歴

### プロ入りまで
東海大浦安高2年生の1978年には第60回全国高等学校野球選手権千葉大会で準決勝に進むが銚子商業に敗れ、ベスト4。
1980年に東海大学に進学。首都大学野球リーグでは在学中に5回優勝。同期の内田強とバッテリーを組み、3年秋の1982年明治神宮大会では準決勝で木暮洋投手擁する早大を完封。決勝でも7回から救援に立ち、大商大の川原新治と投げ合い勝利投手となり優勝を飾る。翌1983年の同大会でも初戦完封の後、準決勝で小早川毅彦、2年西川佳明投手らを擁する法大に完投勝利。決勝では末木久（プリンスホテル）を救援し、駒大の河野博文に投げ勝ち、大会連覇に貢献した。リーグ通算37試合登板、23勝1敗、防御率0.91、214奪三振。最高殊勲選手1回、最優秀投手3回、ベストナイン4回受賞。リーグ記録の21連勝を達成した。3学年上に原辰徳ら、1学年下に長谷川国利がいた。

### 現役時代

#### ヤクルト・スワローズ時代
1983年秋のドラフト会議では小野和義・川端順らとともに注目株と目され、大洋ホエールズ、西武ライオンズ、阪急ブレーブス、ヤクルトスワローズの4球団から1位指名を受け、入札の結果、ヤクルトが交渉権を獲得。そのままヤクルトに入団（同期入団には栗山英樹、池山隆寛、橋上秀樹など）。
1984年、開幕戦（対大洋・横浜スタジアム）でいきなり開幕投手を務める。ルーキーの開幕投手は、1962年の巨人・城之内邦雄以来22年ぶりのことでドラフト制導入以後では初めてであった。このシーズンは10勝12敗と負け越したものの規定投球回（19位、防御率4.83）に達し、尾花高夫、梶間健一とともに先発の一角を担うようになる。
1985年は21試合に先発登板し、チームを支えた。
1986年に12勝、防御率3.10（リーグ8位）の好成績を挙げ、オールスターゲームにも出場、名実ともにヤクルトの顔となる。
1987年はシーズン途中から抑えに転向し、11セーブを記録した。
1988年は前年と同じく、7勝を挙げる。
1989年に故障。アメリカで右肘の靭帯移植手術を受けた。
1990年は手術の影響により登板は無し。
1991年も登板無し。
1992年4月7日の対中日戦で1076日ぶりの復活勝利を挙げた。8月23日には1214日ぶりの完投勝ちを収めたが、結果的にこれが最後の勝ち星となった。復活勝利の際お立ち台では号泣し、何度も言葉を詰まらせた。シーズンでも5月まで4勝0敗とチームを引っ張ったが6月以降は勝ち星に恵まれないながらも7勝を挙げリーグ優勝に貢献。西武との日本シリーズでも第5戦に先発し5回まで無失点の好投をしたが6回に突然制球を乱し3四球で満塁になったところで降板、後続が打たれ3失点（3自責点）という内容となった。
1993年もヤクルトは15年ぶり日本一となったが、高野自身は故障続きで一軍登板はなかった。

#### 福岡ダイエー・ホークス時代
1994年、柳田聖人との交換トレードで福岡ダイエーホークスへ移籍。キャンプで故障し出遅れたもののオープン戦終盤に間に合い開幕6戦目に先発登板はできたが、次の登板で2回途中で降板、故障離脱し一軍復帰はできなかった。故障は完治せず同年に33歳で現役を引退。

### 引退後
引退後はオリックス二軍投手コーチ（1995年 - 1998年）を務め、若手投手陣の兄貴分的存在になったほか、池内豊コーチを助けた。オリックス退団の1999年、台湾CPBL・三商タイガース投手コーチを務めたが、921大地震の影響でチームが解散となり、その影響で1年で退任。
その後は2000年春まで韓国KBO・現代ユニコーンズ臨時投手コーチをしていたが、同年11月5日、豊島区のマンション7階にある自宅から家族の制止を振り切って飛び降り、死亡。就寝直前になって突然衝動的に飛び降りたもので、目白警察署より自殺と断定された。遺書はなく、動機は不明だが、自殺の当日には東海大時代の監督だった岩井美樹に野球関連で仕事ができないか相談の電話を掛けており、資金繰りに困り、仕事上の悩みを抱えていたとされる。

## 選手としての特徴
江川卓 のようにホップするストレートと大きく落ちるフォークとよく曲がるカーブを投げていた。

## 人物
ギターやピアノ、油絵をたしなむなど多彩な趣味を持っていた。塑像作品でコンクール入賞を果たす、剣道の大会で優勝するなど少年期から多才であった。
現役時代は主力となっても偉ぶらず、チームメイトから好かれていた。その一方で、チームメイトと飲みに行っても別れた後に別の店で1人の時間を作るタイプであったという。
試合で打たれるとよく泣いていたという。

## 詳細情報

### 年度別投手成績
| 年 度     | 球 団     | 登 板 | 先 発 | 完 投 | 完 封 | 無 四 球 | 勝 利 | 敗 戦 | セ 丨 ブ | ホ 丨 ル ド | 勝 率 | 打 者 | 投 球 回 | 被 安 打 | 被 本 塁 打 | 与 四 球 | 敬 遠 | 与 死 球 | 奪 三 振 | 暴 投 | ボ 丨 ク | 失 点 | 自 責 点 | 防 御 率 | W H I P |
| --------- | --------- | ----- | ----- | ----- | ----- | -------- | ----- | ----- | -------- | ----------- | ----- | ----- | -------- | -------- | ----------- | -------- | ----- | -------- | -------- | ----- | -------- | ----- | -------- | -------- | ------- |
| 1984      | ヤクルト  | 38    | 23    | 3     | 1     | 0        | 10    | 12    | 2        | --          | .455  | 702   | 162.0    | 151      | 19          | 82       | 3     | 5        | 128      | 4     | 0        | 95    | 87       | 4.83     | 1.44    |
| 1985      | ヤクルト  | 29    | 21    | 5     | 1     | 0        | 7     | 11    | 0        | --          | .389  | 634   | 141.1    | 143      | 11          | 79       | 1     | 5        | 110      | 5     | 1        | 86    | 78       | 4.97     | 1.57    |
| 1986      | ヤクルト  | 32    | 30    | 11    | 1     | 0        | 12    | 11    | 0        | --          | .522  | 892   | 209.1    | 200      | 18          | 75       | 3     | 3        | 141      | 2     | 0        | 90    | 72       | 3.10     | 1.31    |
| 1987      | ヤクルト  | 38    | 14    | 4     | 1     | 0        | 7     | 6     | 11       | --          | .538  | 589   | 134.1    | 139      | 13          | 59       | 4     | 1        | 95       | 4     | 0        | 69    | 60       | 4.02     | 1.47    |
| 1988      | ヤクルト  | 21    | 13    | 7     | 1     | 1        | 7     | 7     | 0        | --          | .500  | 495   | 116.0    | 104      | 7           | 56       | 3     | 2        | 76       | 6     | 1        | 45    | 44       | 3.41     | 1.38    |
| 1989      | ヤクルト  | 4     | 3     | 2     | 0     | 0        | 1     | 2     | 0        | --          | .333  | 110   | 26.0     | 19       | 4           | 15       | 2     | 3        | 25       | 0     | 0        | 11    | 10       | 3.46     | 1.31    |
| 1992      | ヤクルト  | 18    | 18    | 1     | 0     | 0        | 7     | 5     | 0        | --          | .583  | 421   | 91.0     | 104      | 16          | 47       | 4     | 4        | 62       | 9     | 0        | 68    | 48       | 4.75     | 1.66    |
| 1994      | ダイエー  | 2     | 2     | 0     | 0     | 0        | 0     | 1     | 0        | --          | .000  | 32    | 7.0      | 4        | 0           | 6        | 0     | 0        | 5        | 1     | 0        | 4     | 3        | 3.86     | 1.43    |
| 通算：8年 | 通算：8年 | 182   | 124   | 33    | 5     | 1        | 51    | 55    | 13       | --          | .481  | 3875  | 887.0    | 864      | 88          | 419      | 20    | 23       | 642      | 31    | 2        | 468   | 402      | 4.08     | 1.45    |

- 各年度の太字はリーグ最高

### 記録
初記録
- 初登板・初先発登板：1984年4月6日、対横浜大洋ホエールズ1回戦（横浜スタジアム）、4回4被安打3失点3奪三振3与四死球で勝敗つかず
- 初勝利・初先発勝利・初完投勝利・初完封勝利：1984年4月29日、対阪神タイガース2回戦（明治神宮野球場）、2被安打6奪三振3与四死球
- 初セーブ：1984年6月10日、対読売ジャイアンツ11回戦（明治神宮野球場）、9回一死に救援登板・完了、2/3回1被安打無失点（奪三振・与四死球なし）

その他の記録
- オールスターゲーム出場：1回（1986年）

### 背番号
- 34（1984年 - 1993年）
- 22（1994年）
- 84（1995年 - 1998年）
- 45（1999年）

### 登録名
- 高野 光（たかの ひかる、1984年 - 1992年）
- 髙野 光（たかの ひかる、1993年 - 1998年）